# Avril 1891

## Événements
- 9 avril : fondation de la Ligue Pangermaniste (Alldeutscher Verband) pour favoriser les intérêts économiques de l’Allemagne d’outre mer. Composée essentiellement de militaires et de hauts fonctionnaires, elle étendra rapidement ses activités à la propagande patriotique et encouragera chez les dirigeants de Berlin une politique étrangère agressive. Elle deviendra progressivement raciste et antisémite, hostile au maintien de l’Autriche-Hongrie.
- 10 avril : alors que l’Italie a proclamé l’Éthiopie protectorat et l’Érythrée colonie italienne, Ménélik II envoie à toutes les puissances européennes (Russie, Grande-Bretagne, France, Allemagne, Italie) une lettre de protestation dans laquelle il ne dissimule pas qu’il est prêt à prendre les armes. Il estime que son pays doit s’étendre de Khartoum au nord au lac Nyassa au sud et des confins soudanais à l’ouest à la mer Rouge à l’est. En outre, il estime qu’il ne peut rester indifférent au partage de l’Afrique.
- 15 avril : création de la Compagnie du Katanga obtient en pleine propriété le tiers du Katanga et un droit préférentiel d’exploitation sur le reste.
- 17 avril : rien.
- 18 avril : Jules Cambon est nommé gouverneur général de l’Algérie (fin en 1897). Il applique une politique indigène plus libérale, liée à un rapide essor économique.
- 25 avril, France : création du journal L'Agriculture nouvelle.
- 29 avril : ouverture de la 7e législature du Canada.

## Naissances
- 1er avril : Harry Nixon, premier ministre de l'Ontario.
- 2 avril : Max Ernst, peintre et sculpteur français d'origine allemande († 1er avril 1976).
- 22 avril : Nicola Sacco, militant anarchiste italo-américain († 23 août 1927).
- 23 avril : Sergueï Prokofiev, compositeur russe († 5 mars 1953).

## Décès
- 7 avril : Phineas Taylor Barnum, fondateur du célèbre cirque ;
- 11 avril : Benoît Chancel (1819-1891), peintre français ;
- 18 avril : Félix Antoine Appert, militaire et diplomate français du XIXe siècle, général de corps d'armée (° 12 juin 1817).